# Devon Murray
Devon Michael Murray (Condado de Kildare; 28 de octubre de 1988) es un actor irlandés conocido por interpretar a Seamus Finnigan en las películas de Harry Potter. Antes de participar en la saga de Harry Potter interpretó a Christy en This Is My Father en 1999, a Middle Malachy en Las cenizas de Ángela, también en 1999, y a Geoffrey Sutton en Yesterday's Children, estrenada en 2000.

## Biografía
Murray nació en el Condado de Kildare, Irlanda, el 28 de octubre de 1988, como el único hijo de Michael y Fidelma Murray. 
Murray es jinete y ha competido en varios torneos en toda Irlanda, incluso ganando varias medallas. Murray se relaja montando a caballo, andando en patineta, bicicleta, quad, viajando por el mundo y pasando tiempo con sus amigos. También le gusta la danza, el rap y la música irlandesa.
En julio de 2020 anunció que estaba esperando su primer hijo con su novia Shannon McCaffrey Quinn. El 2 de enero de 2021 nació su hijo Cooper Michael Murray.

## Carrera
De niño participó en concursos de canto por todo el país. Devon se unió a la escuela Billie Barry con tan solo 6 años y a las pocas semanas logró presentar un anuncio para Tesco. 
Pasados seis meses, ya estaba en su primera película, junto al veterano actor Aidan Quinn en This Is My Father (1999). Poco después, se unió a la Escuela de Arte Dramático Nacional y realizó un importante papel en la película de drama Las cenizas de Ángela (1999). 
Luego actuó junto a Jane Seymour en la película para televisión Yesterday's Children, del año 2000. 
A partir de aquí su camino le llevó a interpretar a Seamus Finnigan en las películas de Harry Potter.
Daniel Radcliffe, protagonista de la saga, reveló en una función especial de Harry Potter y la Orden del Fénix que Murray tuvo el récord de romper el mayor número de varitas durante el transcurso de una sola película, contando diez.
El actor retomó su papel como Seamus Finnigan para las dos últimas partes de la saga, Harry Potter y las Reliquias de la Muerte: parte 1 y 2, estrenadas en 2010 y 2011, respectivamente.

## Filmografía

### Cine y televisión
| Año  | Título                                             | Rol                   | Notas                                         |
| ---- | -------------------------------------------------- | --------------------- | --------------------------------------------- |
| 1998 | This Is My Father                                  | Christy               |                                               |
| 1999 | Las cenizas de Ángela                              | Middle Malachy        |                                               |
| 2000 | Yesterday's Children                               | Joven Geoffrey Sutton | Película para televisión                      |
| 2001 | Harry Potter y la piedra filosofal                 | Seamus Finnigan       |                                               |
| 2002 | Harry Potter y la cámara secreta                   | Seamus Finnigan       |                                               |
| 2002 | Kelly                                              | Él mismo              | Serie de televisión                           |
| 2003 | Interviews with Students                           | Él mismo              | Cortometraje documental                       |
| 2004 | Harry Potter y el prisionero de Azkaban            | Seamus Finnigan       |                                               |
| 2004 | Head to Shrunken Head                              | Él mismo              | Cortometraje documental                       |
| 2005 | Harry Potter y el cáliz de fuego                   | Seamus Finnigan       |                                               |
| 2006 | Reflections on the Fourth Film                     | Él mismo              | Cortometraje documental                       |
| 2007 | Harry Potter y la Orden del Fénix                  | Seamus Finnigan       |                                               |
| 2008 | Gone Fishing                                       | Joven Bill            | Cortometraje                                  |
| 2008 | The Podge and Rodge Show                           | Él mismo              | Serie de televisión (temporada 4; episodio 8) |
| 2008 | The 9th Meteor Ireland Music Awards                | Él mismo              | Presentador                                   |
| 2009 | Harry Potter y el misterio del príncipe            | Seamus Finnigan       |                                               |
| 2010 | Harry Potter y las Reliquias de la Muerte: parte 1 | Seamus Finnigan       |                                               |
| 2011 | Harry Potter y las Reliquias de la Muerte: parte 2 | Seamus Finnigan       |                                               |

### Videojuegos
| Año  | Título                                             | Rol             | Notas                           |
| ---- | -------------------------------------------------- | --------------- | ------------------------------- |
| 2011 | Harry Potter y las Reliquias de la Muerte: parte 2 | Seamus Finnigan | Prestó su voz para el personaje |